# Iranusa
Iranusa is een geslacht van rechtvleugeligen uit de familie sabelsprinkhanen (Tettigoniidae). De wetenschappelijke naam van dit geslacht is voor het eerst geldig gepubliceerd in 1942 door Uvarov.

## Soorten
Het geslacht Iranusa omvat de volgende soorten:
- Iranusa bampura Uvarov, 1942
- Iranusa grisea Ingrisch, 1996
- Iranusa khorasana Uvarov, 1942
- Iranusa uvarovi Ünal, 2006